# Catturato
Catturato (Captured!) è un film di Roy del Ruth del 1933. Il film fu girato negli studi della Warner Bros. ad Hollywood, dove il campo di prigionia fu ricostruito con un budget modesto, e gran parte dell'azione, per accentuarne la drammaticità, si svolge nell'oscurità della notte. Il film riunì Leslie Howard e Douglas Fairbanks Jr., che erano già stati co-protagonisti di Outward Bound, un film del 1930, e che in questa occasione divennero amici. Nella sua autobiografia, Douglas Fairbanks Jr. scrisse che uno dei punti di forza del film era stata la presenza dell'amico: "Leslie doveva risollevare gli standard del film, ed il mio ruolo fu costruito per mantenere la mia interpretazione al passo con la sua." Il film non ebbe grande successo al botteghino, ma fu considerato con riguardo dalla critica.

## Trama
Sullo sfondo della vita durissima dei soldati inglesi in un campo di prigionia tedesco durante la prima guerra mondiale si svolge il dramma che coinvolge due ufficiali, un tempo amici ma ora divisi dalla rivalità in amore.
Grazie alla sua antica conoscenza con il colonnello tedesco responsabile del campo, Carl Ehrlich, il capitano inglese Fred Allison riesce ad ottenere condizioni di vita migliori per i suoi compagni. Con l'arrivo al campo del suo amico, il tenente Jack Digby, la tragedia si profila all'orizzonte. Allison, infatti, è tormentato dal silenzio della moglie Monica, da lui sposata poco prima di partire per il fronte; in realtà, Monica si è innamorata di Jack, e Fred Allison è all'oscuro di tutto. La verità, però, viene alla luce quando Jack Digby, che è riuscito a fuggire dal campo, è ingiustamente accusato di aver ucciso una ragazza. Il colonnello tedesco chiede ad Allison di firmare un documento che consentirà ai tedeschi di sottoporre Digby al processo per omicidio, ed Allison dapprima rifiuta. Ma una lettera di Monica finisce sotto i suoi occhi e gli svela la verità; Allison, allora, deciso a vendicarsi, consegna l'amico nelle mani dei tedeschi. La confessione del vero colpevole lo pone però di fronte alla sua coscienza. Proprio quando il plotone di esecuzione sta per giustiziare Digby, Allison ferma l'esecuzione e rivela la verità.
Deciso ad offrire ai compagni una possibilità di fuga, Allison predispone un piano. Mentre i compagni fuggono dal campo, Allison si impadronisce di una postazione ed impegna i nemici in una sparatoria, resistendo finché tutti non si sono messi in salvo. Quando Digby torna indietro per salvarlo, è troppo tardi: Allison è morto, ed anche l'ufficiale tedesco rende onore al suo eroismo.